# Øystein Granbu Lien
Øystein Granbu Lien (né le 5 janvier 1992 à Lillehammer) est un coureur norvégien du combiné nordique, Champion du monde juniors de sprint en 2011. 

## Carrière
Øystein Granbu Lien fait ses débuts en compétitions internationales le 15 janvier 2011 à Klingenthal, où il termine 49e d'une épreuve de la Coupe Continentale, un gundersen de 10 km sur grand tremplin. Le même mois, il participe aux Championnats du monde juniors à Otepää, terminant 21e du gundersen. Lors des mêmes compétitions de l'année suivante à Erzurum, il devient Champion du monde juniors du sprint, prend la 4e place du gundersen et, avec ses coéquipiers, il termine quatrième du relais. 
En Coupe du Monde, il fait ses débuts le 9 mars 2012 à Oslo en prenant la 46e place.

## Palmarès

### Championnats du monde Junior
| rang | jour et mois | année | lieu    | épreuve                 | performance du vainqueur | retard à l'arrivée | vainqueur          |
| ---- | ------------ | ----- | ------- | ----------------------- | ------------------------ | ------------------ | ------------------ |
| 21   | 27 janvier   | 2011  | Otepaa  | Gundersen HS100 / 10 km | 26: 37,7 min             | +3: 05.0 min       | Johannes Rydzek    |
| 4    | 29 janvier   | 2011  | Otepaa  | Sprint HS100 / 5 km     | 12: 44,5 min             | +1: 03,7 minutes   | Marjan Jelenko     |
| 6    | 22 février   | 2012  | Erzurum | Gundersen HS109 / 10 km | 26: 50,8 min             | +32,7 s            | Mattia Runggaldier |
| 4    | 24 février   | 2012  | Erzurum | Relais HS109 / 4x5 km   | 51: 16,9 min             | +53,2 s            | AUT                |
|      | 25 février   | 2012  | Erzurum | Sprint HS109 / 5 km     | 12: 52,9 min             | -                  | -                  |